# 南巽駅

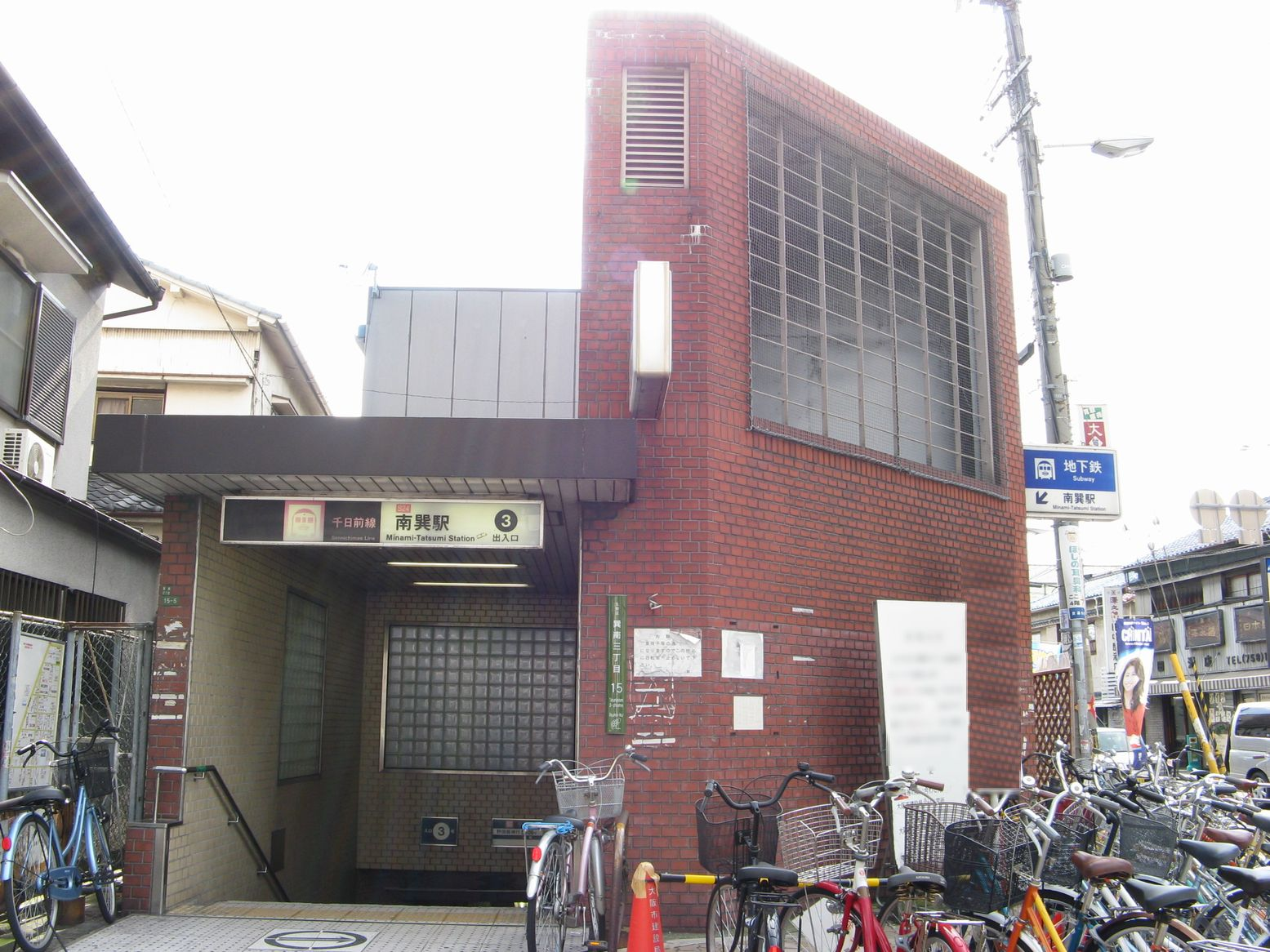
3号出入口（2008年6月）

南巽駅（みなみたつみえき）は、大阪府大阪市生野区巽東二丁目にある、大阪市高速電気軌道 (Osaka Metro) 千日前線の終着駅。駅東方は平野区に近接している。駅番号はS24。
夜間滞泊運用がある。また、この先近鉄大阪線弥刀駅への延伸計画がある（当該項目参照）が、現状は具体的な動きはなく事実上凍結されている。

## 歴史
- 1981年（昭和56年）12月2日：千日前線新深江駅 - 当駅間延伸時に、同線の終着駅として開業[2]。
- 2014年（平成26年）4月26日：可動式ホーム柵の使用を開始[3]。
- 2018年（平成30年）4月1日：大阪市交通局の民営化により、大阪市高速電気軌道 (Osaka Metro) の駅となる。

## 駅構造
島式ホーム1面2線の地下駅である。改札口は1箇所のみ。
当駅は日本橋管区駅に所属し、駅長が配置され、北巽駅を管轄している。

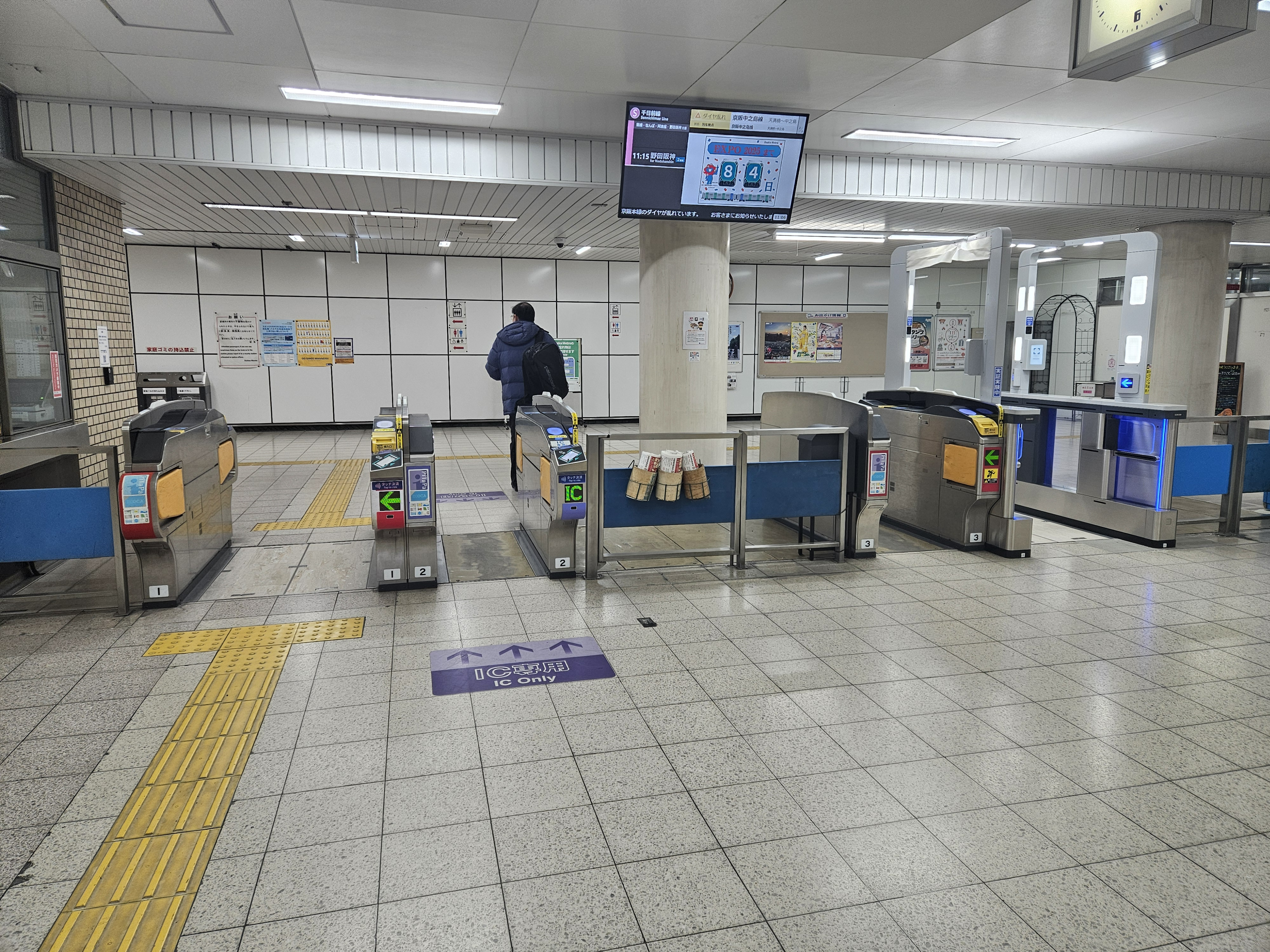
改札（2025年1月）
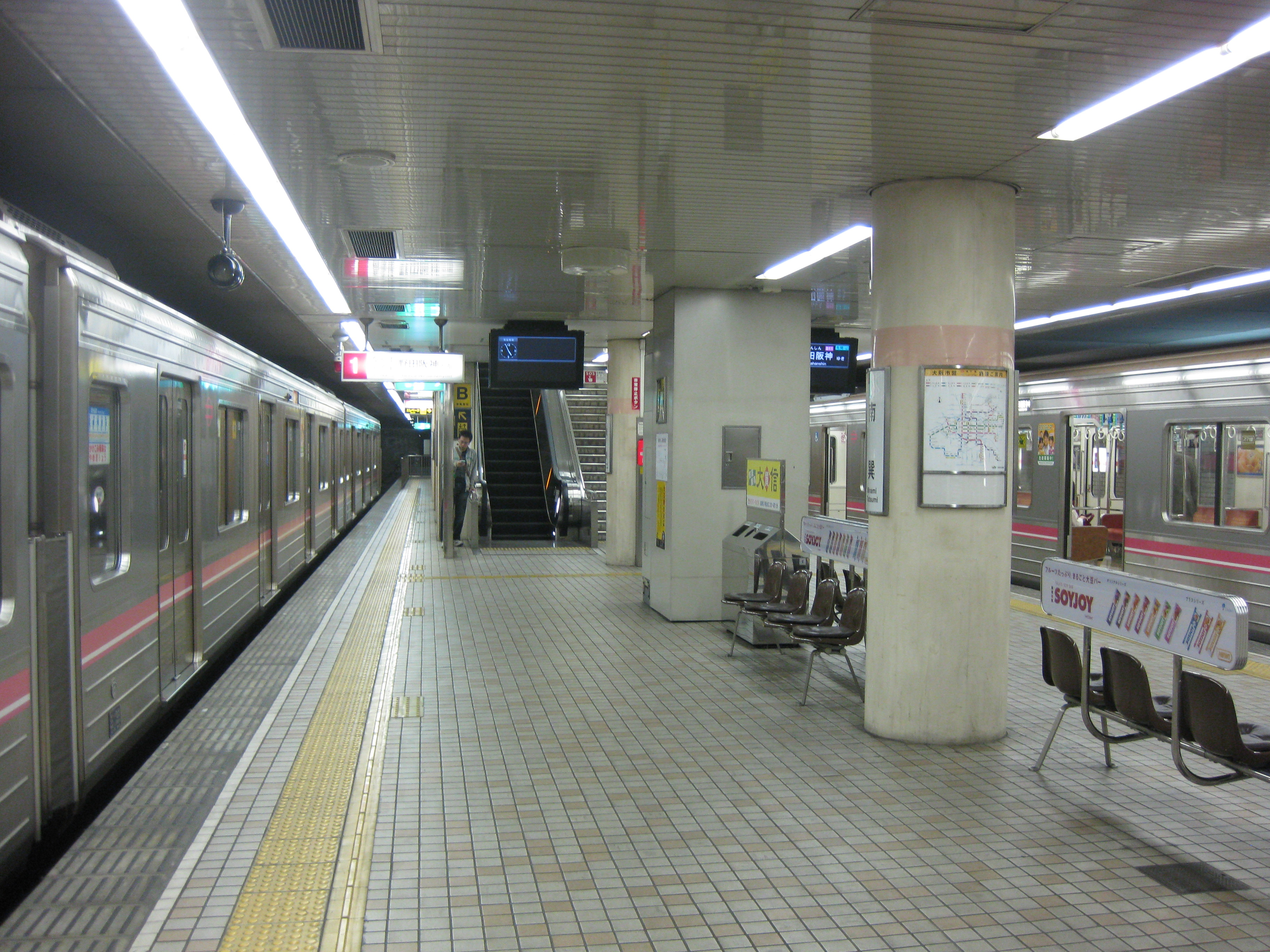
プラットホーム（ホーム柵設置前）
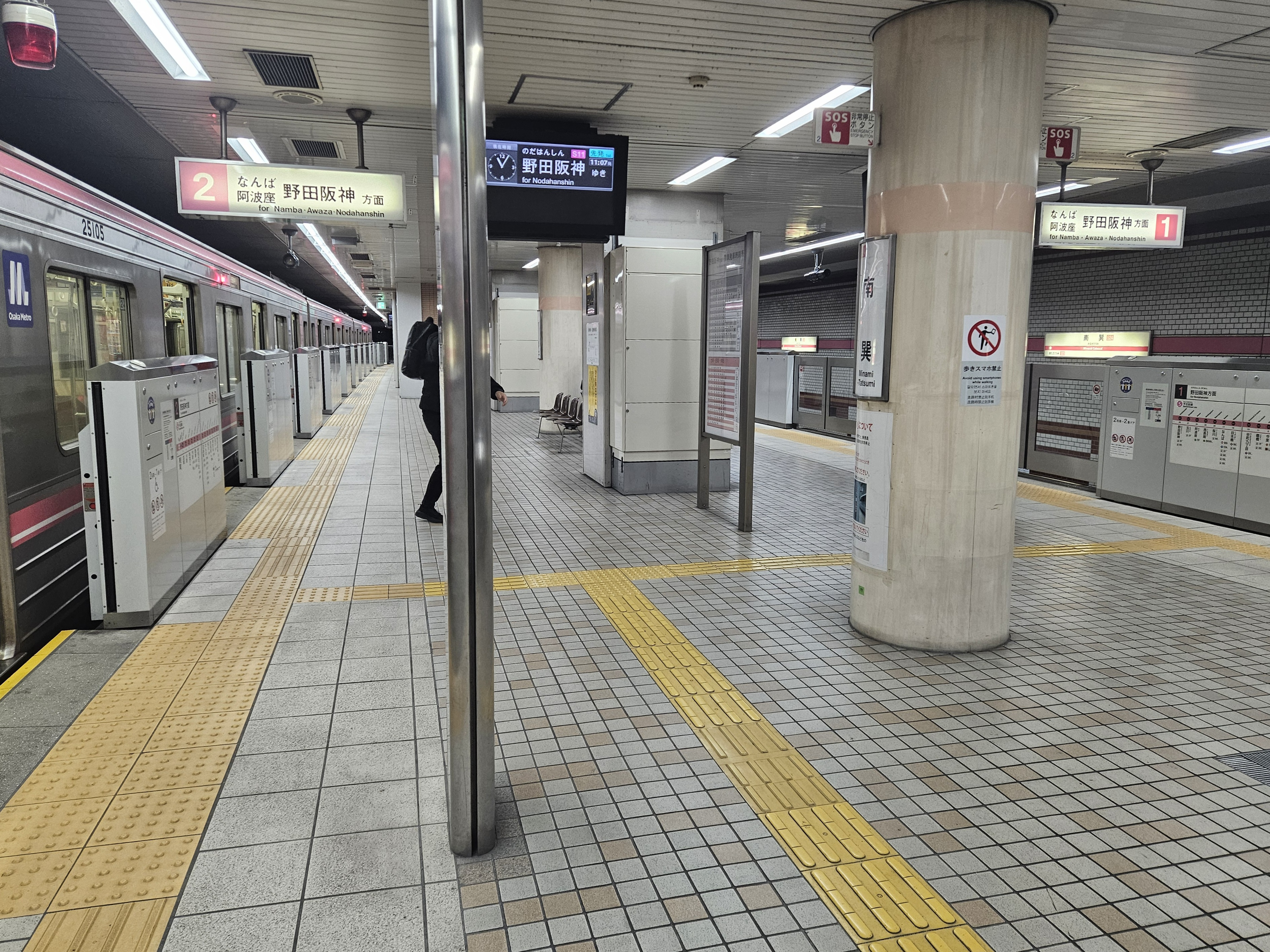
プラットホーム（ホーム柵設置後）

### のりば
| 番線 | 路線     | 行先                         |
| ---- | -------- | ---------------------------- |
| 1・2 | 千日前線 | なんば・阿波座・野田阪神方面 |

### 出口
| 出口番号 | 出口周辺         | 備考             |
| -------- | ---------------- | ---------------- |
| 1        | 大阪内環状線東側 | エレベーターあり |
| 2        | 大阪内環状線西側 |                  |
| 3        | シティバスのりば |                  |

## 利用状況
2024年11月12日の1日乗降人員は11,630人（乗車人員：5,936人、降車人員：5,694人）であり、千日前線の駅では14駅中12位（小路駅、玉川駅に次いで少ない）。
各年度の特定日における利用状況は下表の通りである。なお1995年度の記録については1996年に行われた調査であるが、会計年度上表中に記載の年度となる。
| 年度               | 調査日   | 乗車人員 | 降車人員 | 乗降人員 | 出典          | 出典          |
| 年度               | 調査日   | 乗車人員 | 降車人員 | 乗降人員 | メトロ        | 大阪府        |
| ------------------ | -------- | -------- | -------- | -------- | ------------- | ------------- |
| 1985年（昭和60年） | 11月12日 | 4,648    | 4,557    | 9,205    |               | [ 大阪府 1 ]  |
| 1987年（昭和62年） | 11月10日 | 5,140    | 5,112    | 10,252   |               | [ 大阪府 2 ]  |
| 1990年（平成02年） | 11月06日 | 5,333    | 5,161    | 10,494   |               | [ 大阪府 3 ]  |
| 1995年（平成07年） | 02月15日 | 5,158    | 4,671    | 9,919    |               | [ 大阪府 4 ]  |
| 1998年（平成10年） | 11月10日 | 5,163    | 5,099    | 10,162   |               | [ 大阪府 5 ]  |
| 2007年（平成19年） | 11月13日 | 5,449    | 5,185    | 10,634   |               | [ 大阪府 6 ]  |
| 2008年（平成20年） | 11月11日 | 5,418    | 5,229    | 10,647   |               | [ 大阪府 7 ]  |
| 2009年（平成21年） | 11月10日 | 5,334    | 5,118    | 10,452   |               | [ 大阪府 8 ]  |
| 2010年（平成22年） | 11月09日 | 5,335    | 5,150    | 10,485   |               | [ 大阪府 9 ]  |
| 2011年（平成23年） | 11月08日 | 5,325    | 5,047    | 10,372   |               | [ 大阪府 10 ] |
| 2012年（平成24年） | 11月13日 | 5,469    | 5,204    | 10,673   |               | [ 大阪府 11 ] |
| 2013年（平成25年） | 11月19日 | 5,484    | 5,257    | 10,741   | [ メトロ 1 ]  | [ 大阪府 12 ] |
| 2014年（平成26年） | 11月11日 | 5,721    | 5,508    | 11,229   | [ メトロ 2 ]  | [ 大阪府 13 ] |
| 2015年（平成27年） | 11月17日 | 5,935    | 5,763    | 11,698   | [ メトロ 3 ]  | [ 大阪府 14 ] |
| 2016年（平成28年） | 11月08日 | 5,842    | 5,653    | 11,495   | [ メトロ 4 ]  | [ 大阪府 15 ] |
| 2017年（平成29年） | 11月14日 | 6,019    | 5,764    | 11,783   | [ メトロ 5 ]  | [ 大阪府 16 ] |
| 2018年（平成30年） | 11月13日 | 5,976    | 5,672    | 11,648   | [ メトロ 6 ]  | [ 大阪府 17 ] |
| 2019年（令和元年） | 11月12日 | 5,922    | 5,657    | 11,579   | [ メトロ 7 ]  | [ 大阪府 18 ] |
| 2020年（令和02年） | 11月10日 | 5,137    | 4,958    | 10,095   | [ メトロ 8 ]  | [ 大阪府 19 ] |
| 2021年（令和03年） | 11月16日 | 5,260    | 5,076    | 10,336   | [ メトロ 9 ]  | [ 大阪府 20 ] |
| 2022年（令和04年） | 11月15日 | 5,384    | 5,227    | 10,611   | [ メトロ 10 ] | [ 大阪府 21 ] |
| 2023年（令和05年） | 11月07日 | 5,694    | 5,473    | 11,167   | [ メトロ 11 ] | [ 大阪府 22 ] |
| 2024年（令和06年） | 11月12日 | 5,936    | 5,694    | 11,630   | [ メトロ 12 ] |               |

## 駅周辺

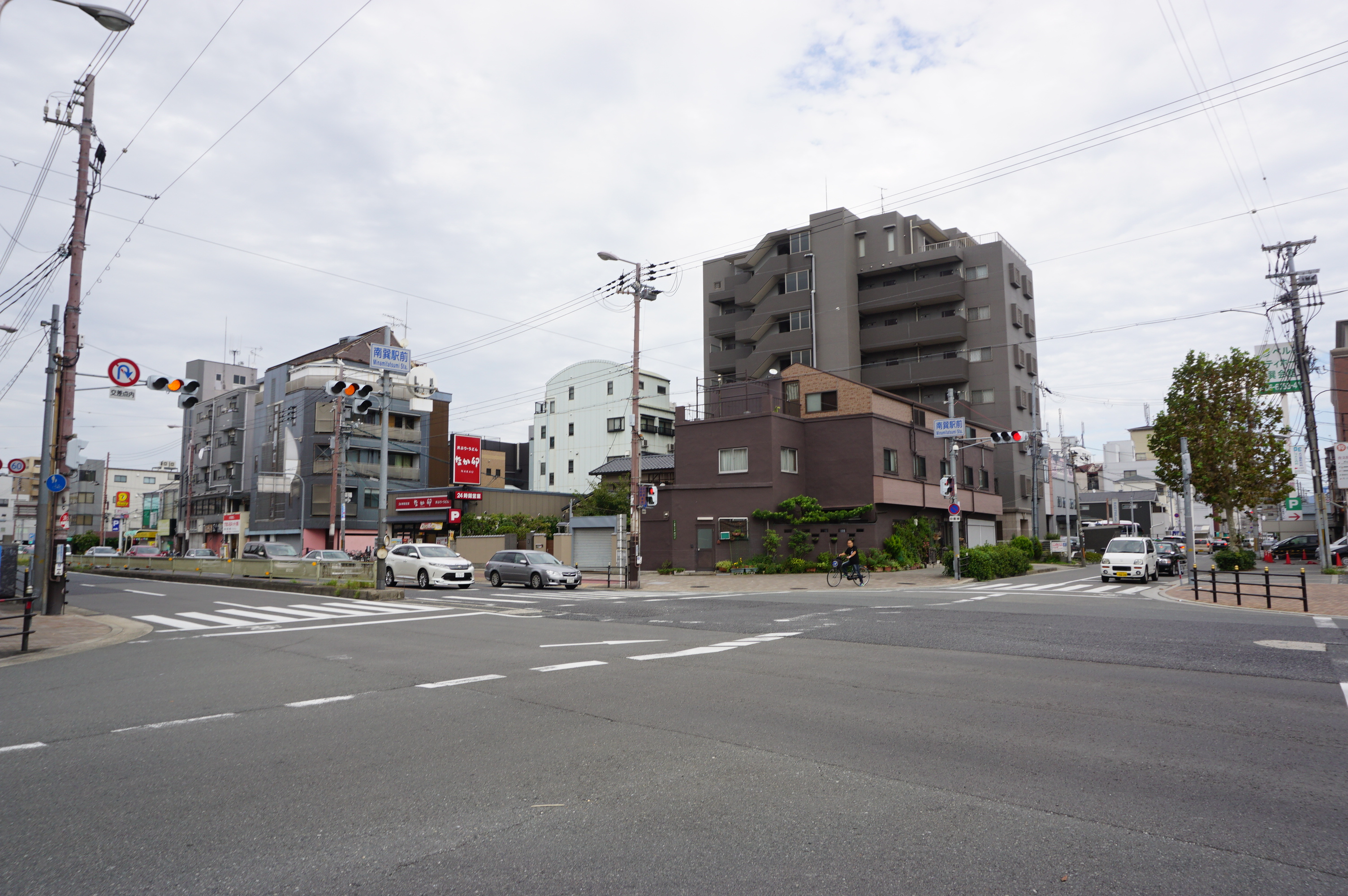
南巽駅前交差点（2018年9月）

大阪市内では珍しく、当駅周辺には、現在でも田畑が確認できる箇所もある。
- 大阪市立巽小学校
- 大阪市立巽南小学校
- 大阪市立巽中学校
- 大阪市立新巽中学校
- 生野朝鮮初級学校
- 東大阪朝鮮中級学校
- 巽神社
- 巽東緑地
- 大阪市水道局 巽配水場
- 平野下水処理場
- 生野巽郵便局
- 永和信用金庫 巽支店
- 万代 巽南店
- 万代 渋川店
- 食品館アプロ たつみ店（旧ビエントたつみ）
- ラ・ムー 生野店
- コーナン 生野店
- 国道479号
- 関西本線（大和路線） JR平野駅（徒歩約20分）
- おおさか東線 衣摺加美北駅（徒歩約20分）

## バス路線
最寄停留所は、地下鉄南巽である。（地下鉄開業前までは「巽神社前」）。以下の路線が乗り入れ、大阪シティバスが運行されている。主に、南巽駅より南側にあるJR平野駅、Osaka Metro平野駅、あべの橋（天王寺駅）、北側にある北巽、今里方面への路線がある。かつては近鉄バスも乗り入れていた。
- 19号系統：地下鉄今里/加美東三丁目北
- 30号系統：平野区役所前/あべの橋

## 隣の駅
大阪市高速電気軌道 (Osaka Metro)
 千日前線
北巽駅 (S23) - 南巽駅 (S24)
- ( ) 内は駅番号を示す。

### 記事本文

### 利用状況
1. ↑  路線別駅別乗降人員 - 大阪市高速電気軌道
2. ↑  大阪府統計年鑑 - 大阪府
3. ↑  大阪市統計書 - 大阪市

#### 大阪市高速電気軌道
1. ↑  路線別乗降人員 （2013年11月19日（火）交通調査） (PDF)
2. ↑  路線別乗降人員 （2014年11月11日（火）交通調査） (PDF)
3. ↑  路線別乗降人員 （2015年11月17日（火）交通調査） (PDF)
4. ↑  路線別乗降人員 （2016年11月8日（火）交通調査） (PDF)
5. ↑  路線別乗降人員 （2017年11月14日（火）交通調査） (PDF)
6. ↑  路線別乗降人員 （2018年11月13日（火）交通調査） (PDF)
7. ↑  路線別乗降人員 （2019年11月12日（火）交通調査） (PDF)
8. ↑  路線別乗降人員 （2020年11月10日（火）交通調査） (PDF)
9. ↑  路線別乗降人員 （2021年11月16日（火）交通調査） (PDF)
10. ↑  路線別乗降人員 （2022年11月15日（火）交通調査） (PDF)
11. ↑  路線別乗降人員 （2023年11月7日（火）交通調査） (PDF)
12. ↑  路線別乗降人員 （2024年11月12日（火）交通調査） (PDF)

#### 大阪府統計年鑑
1. ↑  大阪府統計年鑑（昭和61年） (PDF)
2. ↑  大阪府統計年鑑（昭和63年） (PDF)
3. ↑  大阪府統計年鑑（平成3年） (PDF)
4. ↑  大阪府統計年鑑（平成8年） (PDF)
5. ↑  大阪府統計年鑑（平成11年） (PDF)
6. ↑  大阪府統計年鑑（平成20年） (PDF)
7. ↑  大阪府統計年鑑（平成21年） (PDF)
8. ↑  大阪府統計年鑑（平成22年） (PDF)
9. ↑  大阪府統計年鑑（平成23年） (PDF)
10. ↑  大阪府統計年鑑（平成24年） (PDF)
11. ↑  大阪府統計年鑑（平成25年） (PDF)
12. ↑  大阪府統計年鑑（平成26年） (PDF)
13. ↑  大阪府統計年鑑（平成27年） (PDF)
14. ↑  大阪府統計年鑑（平成28年） (PDF)
15. ↑  大阪府統計年鑑（平成29年） (PDF)
16. ↑  大阪府統計年鑑（平成30年） (PDF)
17. ↑  大阪府統計年鑑（令和元年） (PDF)
18. ↑  大阪府統計年鑑（令和2年） (PDF)
19. ↑  大阪府統計年鑑（令和3年） (PDF)
20. ↑  大阪府統計年鑑（令和4年） (PDF)
21. ↑  大阪府統計年鑑（令和5年） (PDF)
22. ↑  大阪府統計年鑑（令和6年） (PDF)